# Blues autour du Zinc
 (novembre 2021).
Le Blues autour du Zinc est un festival beauvaisien (Oise, Hauts-de-France), qui se déroule chaque année au mois de mars.

## Présentation

### Historique
Le Blues autour du Zinc est un festival créé en 1996 par l'association le comptoir magique. Étalé sur plusieurs jours, ce festival propose des têtes d'affiches (Deep Purple, Chuck Berry, Ray Charles), Une soirée "Blues au féminin", des fanfares et un week-end de concerts gratuits. Ce festival, à l'origine exclusivement blues, s'ouvre aujourd'hui au rock.
La 23e édition du festival a lieu du 16 au 24 mars 2018 avec les groupes : General Elektriks, Gunwood, DeRobert and The Half-Truths, Hannah Williams and The Affirmations,The Excitements, The Marcus King Band, Grainne Duffy, Wille & The Bandits, Elles Bailey, Jo Harman, Kaz Hawkins.

### Site
Le festival s'étale sur plusieurs jours. Des concerts sont organisés dans différentes salles beauvaisiennes (l'Ouvre Boite, le Magic Mirror, ou à la Maladrerie Saint Lazare) tout au long de la semaine. C'est pendant le premier week-end que le festival bat son plein : En soirée, des concerts gratuits sont organisés dans les bars de Beauvais, jusqu'à une heure du matin. Puis, à partir de cette heure, le Magic Mirror ouvre ses portes pour une modique somme (2 €) et présente trois concerts supplémentaires jusque tard dans la nuit.

## Programmation

### Édition 2017
Trust, Sate, Samantha Fish, Mountain Men, Jimmy Burns, Selwyn Berchwood, Wille & The Bandits, Paul Dunbar & The Black Winter Band, Bobby & Sue Quartet, Samuel Peter, Beauty & the Beast, Bukatribe, Cheap Wine, Collectif B.A.Z., David Broad, DJ Anna Rudy & DJ Paul Lazarus, François Bon , French Tobacco, Gunwood, Ken Meyers Band, Kenna & Cox, Ko Ko Mo, Lil’Red & The Rooster, Les Pinailleurs, Mr Hardearly, Old Moonshine Band, Otis Stacks, Rattlesnake Joe & Whistlin Kyk’, Resonators, Sandra Hall and the French Blues Explosion, Sir Nash, Steve Amber, The Barnstompers, The Ride, The Roach , The White Rattlesnake, Two Men in Blue, Wooden Shields, Yoann Minkoff feat Kriss Nolly

### Édition 2016
Bettye LaVette, Faada Freddy, Rover, Fm Laeti, Blick Bassy, Jimmy Johnson & his Cool Cats, Nico Duportal & his Rhythm Dudes, No Money Kids, Dustaphonics, Miguel M, The Mitchi Bitchi Bar, Foolish King, Alaska Gold Rush, Aymeric Maini, Big Joe Bone, Bobby & Sue, Bodybeat, Cheap Wine, Chris Beard Band, Dinners And The Dog, Dj Anna Rudy & Dj Paul Lazarus, Doghouse Sam & his Magnatones, Foolish King, Gipsy Blues Caravan, Grégory Vasseur, Happy Accident Project, J Milàn, King Pepper, Ko Ko Mo, La Danse du Chien, Le Skeleton Band, Manuel Paris, Mehaa, Rover, Sir Nash, Slawek Blues Project, Steve Amber, The Barnstompers, The Black Circles, The Chainsaw Blues Cowboys, The Crappy Coyotes, The Dustaphonics London, The Swinging Dice, Two Men In Blue

### Édition 2015
Ayo (DE), Kyle Eastwood (USA), Never The Bride (GB), Otis Taylor (USA), Connie Lush & The Blues Shouters (GB), Sallie Ford (USA), Powersolo (DK), Vaudou Game (TG), Bikini Machine (FR), Nina Attal (FR), Zenzile (FR), The Urban Voodoo Machine (GB), The Midnight Ramble (GB), The Summer Rebellion (BE/CA), Kussay And The Smokes (FR), Leeds City Stompers (GB), King Size Slim (GB), Beth Macari (GB), Rivherside (FR), Rita Payne (GB), Teleferik (FR), The Hub (FR), Alexis Evans Trio (FR), Bâton Bleu (FR), , Big Joe Bone (GB), Captain Ivory (USA), Connie Lush & The Blues Shouters (GB), Death to the Strange (GB), Foolish King (FR), John Ainsworth (GB), Les Daltons (FR), Lil’Ed and The Blues Imperials (USA), Lubos Bena et Bonzo Radvanyi (SK), Never The Bride (GB), Nina Attal (FR), Old Moonshine Band (FR), Otis Taylor (USA), Popa Chubby (USA), Powersolo (DK), Sallie Ford (USA), Sir Nash (FR), So Was The Sun (FR), The Folkestra (GB), The Lords of Altamont (USA), The Midnight Ramble (GB), The Summer Rebellion (BE/CA), Zenzile (FR)

### Édition 2014
Sansévérino (FR), Eric Bibb (USA), Robin Mckelle & The Flytones (USA), Melissa Laveaux (CAN), Leyla McCalla (USA), Guy Davis (USA), The Jim Jones Revue (GB), CeDell Davis & Brethren (USA), Anthony Joseph (TRI), This Is The Kit (GB), Talmud Beach (FIN), Mr Bo Weavil (FR), Malted Milk (FR), Sean Taylor (GB), Jeff Lang (AUS), Terakaft (MLI), St Lô (USA/FR), Bees of Burden (GB), Bones Shake (GB), Bror Gunnar Jansson (SUE), Les Agamemnonz (FR), Cisco Herzhaft "Ca blues de source" (FR), Manouche Fournier (FR), Death to the Stange (GB), John Ainsworth (GB), Johnny Montreuil (FR), Lonesome Dan Kase (USA), My Serenade (FR), Ray Cashman (USA), Red Beans & Pepper Sauce (FR), Sean Taylor, Shaggy Dogs, Smooth & Bully Boys (BEL), Straight On (FR), Stuff In Machine (FR), Teleferik (FR), The Black Cadillacs (USA), The Summer Rebellion (BEL/CAN), This Is The Kit, Zoreille Dehors

### Édition 2013
Gizelle Smith (GB), Hannah Williams & The Tastemakers (GB), Nostalgia 77 (GB), Rollin' Bunkers (FR), The Urban Voodoo Machine (GB), Krissy Matthews Band (GB), Bootleggers (FR), Fred Chapellier (FR), Beth Hart (USA), The Swinging Dice (FR), April Blue (GB), BabaJack (GB), Baptiste W. Hamon (FR), The Belfour (FR), Derrin Nauendorf (AUS), Gus Munro (ECOSSE), Harold Martinez (FR), Jake Calypso & his red hot (FR), Klink Clock (FR), Lenine McDonald (FR), Mike Deway (CAN), Mog Stanley (GB), The Mustang (GB), Nublues (GB), Old Kerry McKee (SUE), Orange Bud (FR), They Call Me Rico (CAN), Thomas Albert Francisco (FR), Thomas Schoeffler Jr. (FR), Tuesday Club (FR), Shaolin Temple Defenders (FR), The Vegabonds (USA), Wild Boogie, Combo (FR), Scarecrow (FR), Thorbjorn Risager (DNK), Grainne Duffy (IRL), The Delta Saints (USA), The Grabateers (FR), Celtic Sailors (FR)

### Édition 2012
Larry McCray (USA), Raul Midon (USA), Breakestra (USA), Nadéah (AUS), Phoebe Killdeer & The Short Straws (AUS/FR), Mathis Haug (ALL), The Swinging Dice (FR), Big Rude Jake and The Jump City Diplomats (CAN), The Mitch Laddie Band (GB), Shane Murphy (CAN), Steve Hill (CAN), Mark Atkins (AUS), My Serenade (FR), Alexx and The Mooonshiners (FR), Andres Roots Roundabout (ESTONIE), Badge « Tribute to Eric Clapton » (FR), Big Dez Quartet (FR), Dan Melrose (GB), Dave Arcari, Jonzip & Lee Patterson (ECOSSE), Dirty York (AUS), Dr Butler's Hatstand Medicine Band (GB), Franny Eubank & Tom Attah (GB), George Perez (GB), Ghost Highway (FR), Hannah Nicholson (GB), In Volt (FR), Lazy Buddies (FR)
Lightning Red & L.Z. Love (USA), Manacoustic (BEL), Olivier Gotti (FR), Pat Loiselle (CAN), Rob Tognoni (AUS), Shaggy Dogs (FR), Sheriff Perkins (FR), Snakewater (GB), The Subway Cowboys (FR), Tom Doughty (GB), The Ukulele Preachers (FR), Martha High & Shaolin Temple Denfenders (USA/FR), The Hillbilly Moon Explosion (CAN) 

### Édition 2011
Music Maker (USA), Chantel McGregor (GB), Sandi Thom (GB), Ataturk Band (TUR/FIN), The Swinging Dice (FR), Jesse Dee (USA), The Wilcards (GB), King King Featuring Alan Nimmo (ECOSSE), Kevin Joseph O'Hara (ECOSSE), PM Cursed Beat (FR), Geneviève Toupin (CAN), Shane O'Fearghail (IRL), Andy McKee (USA), Dave Arcari (ECOSSE), Tom Attah (GB), Alex McKown Band (GB), Angelo Spencer et les Hauts Sommets (FR/USA), Axel Krygier (ARG), The Cats (GB), David Boxcar Gates (CAN), Dr Truth (GB)Fancy Stuff (FR), Ganashake (BEL), The Headcutters (FR)
The Hitchers (GB), Hokie Joint (GB), Ian Parker (GB), JJK & The Rickshaw Kids (USA/FR), Jorge Silva & Bagasso (FR), King Automatic (FR), Las Furias (ESP), Lucy Zirins (GB), The Mitch Laddie Band (GB), Lynx Lynx (ALL), Mayo (FR), Pantruche Poulette & The Pickle Pickers (FR), My Serenade (FR), Tom Doughty (GB), Pat Mc Manus Band (IRL), Oh La La (FR), Duel AntiQuarks (FR), The Disciplines (NOR), Ben l'Oncle Soul (FR) 

### Édition 2010
H. Burns (FR), Miossec (FR), Dwayne Dopsie & The Zydeco Hellraisers (USA), Ian Siegal (GB), Matt Schofield (USA), Judge Bone (FIN), L.R. Phoenix  Mr. Mo'Hell (FIN), B & the Honeyboys (IRL), Black Cat Joe & Miss Corina (FR), Black River Bluesman (FIN), Cattle Call (FR), Chantel McGregor (GB), Chicken Diamond (FR), Chilly Willy (BEL), Diabel Cissokho (SEN) & Ramon Goose (USA), Dave Arcari (GB), Donald Ray Johnson (CAN), Francky Gumbo Orchestra (FR), Hokie Joint (GB), Jake La Botz (USA), King Automatic (FR), Lubos Benas & Matej Ptaszek (SLOVAQUIE), Marc Minelli (FR), Mississippi Gage Carter (FR), Nico Backton & Wizards of Blues (FR), Nikolaj Anderson (DNK), Daria (FR), The Missing (FR), The O's (USA), The Swinging Dice (FR), Thee Verduns (FR), Voodoo Boogie (BEL), Nomo (USA), Triggerfinger (BEL), Push up (FR), La Machine à Démonter le Temps (FR), Bernadette Seacrest and her Provocateurs (USA), Demi Evans (USA), Sharrie Williams & The Wise Guys (USA), Chris Casello Trio (USA), The Revolutionaires (GB), Guts Pie Earshot (ALL), Eric Sardinas (USA), Izïa (FR), Heavy Trash (USA), Popa Chubby (USA), Rickie Lee Jones (USA) 

### Édition 2009
Joe Louis Walker, Bob & Lisa Bellrays, C.R. Avery, Never The Bride, Guy Tortora, Bex Marrshall, Suzanne Savage, Miss Mary Ann & The Ragtime Wranglers, K.C. McKanzie, EvilMrSod, Deborah Coleman, Dani Wilde, Erja Lyytinen, Joanne shaw Taylor, The Experimental Tropic Blues Band, Deltahead, Caruso, Sporto Kantes, The Brew, Bryan Lee, Jean Charton, A.Project, Black River Bluesman & The Croaking Lizard, Bullfrog Brown, DeltaR, Dirty Trainload, Docteur Banza & le Vaudeville Vaudou, Dr Butler's Hatstad Medicine Band, Hipbone Slim & The Kneestremblers, Infa, Mama Rosin, Maximus, NuBlues, Roadhouse, A'Brass, La Machine à démonter le temps, Rotor Jambreks, Simon McBride, Texaroma, The BigSoundOfCountryMusic, The Craftmen Club, The Juke Joint Pimps, The Mustangs, Tribute to Clapton, Zeb Heintz, The Pirate Love, French Kiss, ROomonfire, Carol's Cousin, Deme Trio, Ramon Goose & Joe Goose, Micowel, Michel Gaudray

### Édition 2008
Bob Brozman, Moriarty, Zenzile, Never The Bride, Michele Ann Kelly, Carolina Chocolate Drops, Nalle Trio, Adolphus Bell, Shane O'Fearghail, Eric Bling, Dennis Hopper Choppers, Donne moi de la soul, Scott McLeon Band, Bibi Tanga et le Professeur Inlassable, Belleruche, The Ramon Goose Band, Don Cavalli, Dogbreath, Peter Night Soul Deliverance, Collectif Jazz du CRD, Dookinella, Big, The Revolutionaires, Bill Sheffield & Dave Saunders, Big Dez, Pera Joe Blues Band, Shake Your Hips, Zeb Heintz, Donald Zay Johnson, Boo Boo Davis, Dan Melrose, The Love Bandits, Y825, Mile Deway, The Brew, The Dallas Explosion, Base Camp, Lorenzo Sanchez, Awek, Mike Wel & the Backbones

### Édition 2007
Deep Purple, Lucky Peterson, The Campbell Brothers, Angelo Debarre et Ludovic Beier, Blues Caravan, Smoky Joe Combo, Elliott Murphy, King Size, Angie Palmer, Catherine Feeny, The Ugly Buggy Boys, The Revolutionaires, Spoonful of Blues, Sean Costello, Atelier Gospel, Michel Gaudray vous raconte..., The Twisters, One + One, Krissy Matthews, Eric Bling, Turnip Greens, Cuban Heels, Texaroma, Loreney n' the Sugar Strings, Roy Metté, William Tang, The Seatsniffers, The Wildcards, The Five Aces, The Bottleneckers, Nalle Trio, Boogie Balagan, The Roach Twins, The Duo, Donne moi de la Soul!, Billy Jones Bluez Band, Big George Jackson, Viktor & the Grease Kats, Fanfare de cuivres de l'ENMO, Les Chevals

### Édition 2006
The Temptations (Usa), Kim Weston (États-Unis), Lonnie Liston Smith (Usa), Dionysos (F), Beverly Jo Scott (États-Unis), Jean-Jacques Milteau (Fr), Imperial Crows (Usa), Music Maker Blues Caravan (États-Unis), Pura Fe Crescioni, Hansele Creech, Albert White, Belvelyn, Watkins, Gregory Strutzenberg, Adolfus Bell, Eddie Tigner, Lisa Doby (Usa), Beat Assaillant (Usa), The Pilmgrimage (GB-Fin), Erja Lyytinen, Ian Parker, Aynsley Lister, Hot Gang (F), Karl W Davis & The Milkmen (Usa-F), Double Stone Washed (F), Sean Webster (GB), Jean Louis Majhun & Alain Giroux (F), The Pilmgrimace (GB-Fin), Durango (B), Leszek Cichonsky (PL), Gerry Gillard (GB), Varpern (No), The Hoodoomen (F), Arnold Baker & The Tuxedos (F), The Jetsurfers (No), Buldog Gravy (Usa-F), Hell' Kitchen (CH), Jolly Jumper & Big Moe (No), Ian Siegal (GB), Superslinger (B), Chorale Gospel aBout-U (Fr), Blues Power Band (F), T99 (Nl), Shaggy Dogs (F), Philippe Ménard (F), Texaroma (F), Fred Chapellier (F), Gerry Gillard (GB), Experimental Tropic Blues Band (B), Slawek (PL), No blues (NL), Dallas Explosion (B), The Five Aces (GB), Mercy (F), Voodoo Boogie (B), Berverly Jo Scott  Acoustic[pas clair] (États-Unis), Lisa Doby (États-Unis)

### Édition 2005
Chuck Berry (Usa), John Mayall & The  Bluesbreakers (GB), Sinclair (Fr), Roy Ayers (Usa), The jive Aces (GB), Léa Gilmore (Usa), Bjorn Berge (N), Geoff Achison & The Souldiggers (Aus), The Peackoks (CH), Rudy Chalard & The Motel Men (Usa), Nuno Mindelis (Br), Matt Schofield Trio (GB), Mc Mulinsh (F), Kyla Brox (GB), Guy Tortora (Usa), Durango (B), Blues and Troubles (F), Colin John & Michael Hill (États-Unis), Maurice John Vaughn (Usa), Giles (GB), Ron Hacker & The Hacksaws (Usa), Marcus (F), The Roach Twins (GB), Kent DuChaine (Usa), Jésus Volt & DJ Cook (F), Keith B Brown (Usa), The Roach Twins (GB), Alex von Loy (F), Slim-Line Papas (GB), Hot Gang (F), Classic and Troubles (F), The Strawberry & Bad Apples (GB), Les Troubadours du désordre (F), Silver Haze (F), Last Call (B), Mathis & The Mathematiks (F), Soul Finger (F), Lo-Lite (NL), Ian Parker (GB), Nublues (GB), The Mellotones (NL), Loreney Blues Band (F), Hot Chikens (F), Smooth & Bully Boys (B), Madeleine Peyroux (Usa), Sharon Jones & The Dap Kings (Usa), Voodoo Skank (F), Milana Mladenovica (Serbie), Les Pistons Flingueurs (F)

### Édition 2004
Paul Personne (Fr), Malia (GB), Hawksley Workman (Canada), Steve Hill (Canada), Robert Belfour (Usa), The Jive Aces (UK), Kent DuChaine (Usa), Rasta Campagne (Fr), Stincky Lou & The Goon mat (Fr), La Motta (Usa), Rob Tognoni (Aus), The Experimental Tropic Blues Band (B), Lee Brilleaux Project (Fr), Robert Belfour (Usa), The Moonshine Playboys (B), Little Toby Walker (États-Unis), Slawek (PL), The Swing Commanders (GB), Carlos & the Bandidos (GB), Little Victor & Sophie Kay (Usa & Fr), The Ugly Buggy boys (B), Danny Bryant's RedEyeband (GB), Willy Willy & The Voodoo Band (B), Outsiders (Fr), Dawn Tyler Watson & Mudzilla (Usa), Freddy Jay (Fr), Peter night soul Delivrance (Fr), Marabunta (Fr), Jesus Volt (Fr), Pistons flingueurs (Fr), Mason Casey (Usa), Zora Young & Bobby Diminger (Usa & Fr), Quidams (Fr), Dickybird (Fr), Nicolas Dri Sextet (Fr), Dividedbythree (GB), Don Croissant (B), Eddie Clendening (Usa), Ervin Travis (Fr), Dawn Tyler Watson & Mudzilla (Canada & Fr).

### Édition 2003
Popa Chubby (États-Unis),Ana Popovic (You), Angelo Debarre (Fr), Tania Maria (BR), Eric Sardinas (États-Unis), Kent Duchaine (États-Unis), Otis Taylor (États-Unis), Afterview (GB), Boo Boo Davis Band (États-Unis), Carole Palmer (GB), Azam Khan's Midnight Special (GB),Dj Chris Browne (IRL), Dany Bryant's Redeyband (GB), Chloé Vaughan (GB), Janice Derosa (États-Unis), Necessity (Fr), Derrin Nauendorf (AUS), Lorca (Fr), Overhead (fr), Lance & Donna (États-Unis), Mathis and the Mathematiks (Fr), Sugarland Slim (GB), Mac Mulinsh (Fr), The Juke Joints (NL), Ok Blues band (Fr), The Gyros band (Fr), Paris Jazz Big Band (Fr), Traffiker (GB)

### Édition 2002
Ahmad Jamal (États-Unis), Marcus Miller band (États-Unis), Fred Wesley (États-Unis), Groove Collective (États-Unis), The James Taylor Quartest (GB), Parker's Alibi (GB), Awek (Fr), Boyd Small Band (NL), Kent Duchaine (États-Unis), Cuban Heels (NL), Desmondo (Fr), Ras Smaila (Fr), Emily Druce (GB), Drippin'Honey (NL), Speart It (Fr), Jésus Volt (Fr), Jon Amor (GB), The Hoodoomen (Fr), L'Octuor de Violoncelles (Fr), Mercy Blues Band (Fr), Nars Abdi (Fr), Jérôme Browne (CAN), Perry Foster (GB), Pulsar (Fr), Patrick Verbeke (Fr), Shawn Pittman (États-Unis), Ronald Baker (Fr), Tarace Boulba (Fr), T99 (NL), Zazha & les Playmobils (Fr), Xavier Pillac (Fr), Jean Louis Mahjun & Alain Giroux (Fr) 	

### Édition 2001
Lisa Ekdahl (Suède), James Carter chasin' the Gyspy (États-Unis), The Connie Lush (GB), The Roy Haynes Trio (États-Unis), Bob Wals (Canada), Enrico Crivellero (I), Mike Sanchez (GB), AGM Gospel (Fr), Big Band Marie Curie (Fr), Blues Breakers band (Fr), Butt Naked (B), Chilly WILLY (B), Strange Brew (GB), Larry Sassapick (Bvs), Laurent De Wilde (B), The Bone's Project (États-Unis), Little Victor (Fr), Malted MILK (Fr), Parker's Alibi (GB), Paul Lamb & the King Snakes (GB), Ras Smaila (Fr), Swett Talk (Bvs), Miguel'M & the Brachay's blues band (Fr), Super Jam (Fr)

### Édition 2000
Ray Charles et son big band de 30 musiciens (États-Unis), Lucky Peterson (États-Unis), Arthur Adams (États-Unis), Olu Dara (États-Unis), Bill Deraime (Fr), Aynsley Lister (GB), Calvin Jackson (États-Unis), Last Call (B), N'Dofaozello (Bvs), SAH (BVS), Al Copley (États-Unis), DaBobby Dirninger (Fr), Jorge Sylva (BVS), Danilo Perez (Panama), D'Régulators (B), Marvellous Pig Noise (Fr), Jeremy Tepper (Fr), Only Blues Band (Canada), The Honey Men (Fr), Perry Foster (GB), Baptiste Vayer (Bvs), Greg Szlapcynski (PL), Vincent Buchet, Miguel M & the Brachay's blues band (Fr), Nico Wayne Toussaint (Fr), Docteur Kitsch (BVS), Gospel Hearts of soul (États-Unis), Molok é Méléon'K funk (Fr)

### Édition 1999
Maceo Parker (États-Unis), Dianne Reeves (États-Unis), John Hammond (États-Unis), John Dee Holeman (États-Unis), The Stephen Barry band (Canada), The Steve Hill Band (Canada), Give Buzze (B), Lance & Donna (États-Unis), Philippe Ménard (Fr), Tym Skilbeck & the Enygmat-X (GB), Swampini (Fr), Rag Mama Rag (GB), The Smoky Midnight Gang (B), Sweet Mama (Fr)

### Édition 1998
Eric Bibb (États-Unis), Goran Wennerbrandt (Suède), Mike Morgan and The Crawl (États-Unis), Memo Gonzales & the blues Casters (États-Unis), Bo Weavil (Fr), Franck Ash (Fr), Dedicate Mac Israel (Fr), John DOE (États-Unis), Cajun express (Fr), Soul finger (Fr), The Dagous Ket Ramblers (Fr), Tym Sklibeck and the Enygmat-X (GB), Differences (Fr), Zeb& the Blues Machine (Fr), Doo the Doo (Fr), Moby Dick (Bvs)

### Édition 1997
Patrick Verbeke (Fr), Acoustique duo blues (Fr), Nars Blues Band (Bvs), Blues et des Poussières (Fr), Blues Power (Fr), Delta Lines (Fr), Connivence (Fr), Karim Albert Kook (Fr), Doo the Doo (Fr), Moby Dick (Bvs) 	

### Édition 1996
Lucky Peterson (États-Unis), Hervé Krief band blues (Fr), Blues Power (Fr), Chris & Hazad (Fr), Slawek blues trio (PL), Texacos blues (F), The Brian Feroce blue band (Bvs)